# Svizzera ai Giochi della XXI Olimpiade
La Svizzera partecipò ai Giochi della XXI Olimpiade, svoltisi a Montréal, Canada, dal 17 luglio al 1º agosto 1976, con una delegazione di 50 atleti impegnati in dodici discipline.